# Albertet Cailla
Albertet Cailla (o Calha) (cronologia desconeguda) fou un trobador occità.

## Vida
Es conserva una vida d'Albertet Cailla que diu que era un joglar de l'Albigès; que era home de poc valor però apreciat pels seus veïns i per les dames de l'Albigès. La vida diu també que havia fet una bona canson e fez sirventes ("feu una bona cançó i feu sirventesos") i que no havia sortit mai de la seva contrada. En el cançoner I, hi ha una miniatura que el representa.
D'aquest trobador s'havia dit que era italià, però Giulio Bertoni ho desestimà.

## Obra
La seva obra s'ha perdut. No tenim testimoni de l'única cançó que havia fet segons la vida. Només el sirventès Aras, quan plou e yverna li ha estat atribuït; però els estudiosos el consideren més aviat de Bertran de Preissac (i se'l numera PC 88,1).